# Maria Kobylańska
Maria Kobylańska (zm. 12 stycznia 2018) – polska stomatolog, dr hab. prof.

## Życiorys
W 1949 ukończyła studia stomatologiczne w Akademii Medycznej im. Karola Marcinkowskiego w Poznaniu. W 1977 uzyskała tytuł profesora nauk medycznych. Pracowała w Instytucie Stomatologii na II Wydziale Lekarskim Akademii Medycznej im. Karola Marcinkowskiego w Poznaniu.
Była członkiem honorowym Polskiego Towarzystwa Stomatologicznego.

## Wyróżnienia
- Medal „Za zasługi dla stomatologii polskiej”[1]
- Bene Meritus, Medal Orła Białego[1]